# Nerilla australis
Nerilla australis är en ringmaskart som beskrevs av Willis 1951. Nerilla australis ingår i släktet Nerilla och familjen Nerillidae. Inga underarter finns listade i Catalogue of Life.